# 萨尔费尔德
萨勒河畔萨尔费尔德（德語：Saalfeld/Saale），通称萨尔费尔德（德語：Saalfeld，發音：[ˈzaːlˌfɛlt] ⓘ），是德国图林根州萨尔费尔德-鲁多尔施塔特县的城市，也是萨尔费尔德-鲁多尔施塔特县的县治，面积145.56平方千米，2023年12月31日人口为29,121人。
2011年12月1日，市镇阿恩斯格罗伊特并入萨尔费尔德。2018年7月6日，市镇萨尔费尔德赫厄和维特根多夫并入萨尔费尔德。2019年1月1日，市镇赖希曼斯多夫和施米德费尔德并入萨尔费尔德。